# Системний оператор Єдиної енергетичної системи
АТ «СО ЄЕС» — Акціонерне товариство «Системний оператор Єдиної енергетичної системи» (рос. Системный оператор Единой энергетической системы). Є суб'єктом оперативно-диспетчерського управління (в нормативно-технічної документації також використовується термін Системний оператор), яке здійснює централізоване оперативно-диспетчерське управління Єдиної енергетичної системи Росії. Виділений зі складу ВАТ «РАТ ЄЕС Росії» і зареєстрований як самостійне підприємство 2002 року. Має філії і представництва практично у всіх регіонах Росії.
Системний оператор є спеціалізованою організацією, що одноосібно здійснює централізоване оперативно-диспетчерське управління в межах Єдиної енергетичної системи Росії, має статус природної монополії. Він також уповноважений видавати оперативні диспетчерські команди і розпорядження, обов'язкові для виконання суб'єктами електроенергетики та споживачами електричної енергії, які впливають на електроенергетичний режим роботи енергетичної системи.

## Завдання
Завданнями Системного оператора є:
- управління режимами роботи Єдиної енергетичної системи Російської Федерації, забезпечення її надійного функціонування і сталого розвитку;
- створення умов для ефективного функціонування ринку електроенергії (потужності);
- забезпечення дотримання встановлених технологічних параметрів функціонування електроенергетики і стандартних показників якості електричної енергії за умови економічної ефективності процесу оперативно-диспетчерського управління та вжиття заходів для забезпечення виконання зобов'язань суб'єктів електроенергетики за договорами, що укладаються на гуртовому ринку електричної енергії і роздрібних ринках;
- забезпечення централізованого оперативно-технологічного управління Єдиною енергетичною системою Росії.

## Структура
АТ «СО ЄЕС» має трирівневу ієрархічну структуру, в яку входять:
- Виконавчий апарат з головним диспетчерським центром;
- 7 філій — Об'єднаних диспетчерських управлінь (ОДУ), які здійснюють оперативно-диспетчерське управління на території 7 об'єднаних енергосистем (ОЕС Центру, Півдня, Сходу, Середньої Волги, Уралу, Сибіру і Сходу);
- 49 філій — Регіональні диспетчерські управління (РДУ), керуючі енергосистемами одного або декількох суб'єктів Російської Федерації.

Крім того, АТ «СО ЄЕС» має 16 представництв у регіонах, управління енергосистемами яких здійснюється укрупненими РДУ з території сусідніх суб'єктів Російської Федерації (Алтайський край і Республіка Алтай, Білгородська, Брянська, Іванівська, Калузька, Кіровська, Курганська, Орловська, Псковська, Тамбовська, Томська і Ульяновська області, Республіки Марій Ел і Мордовія, Удмуртська і Чуваська Республіки).
До складу АТ «СО ЄЕС» в якості дочірнього товариства входить АТ «Науково-технічний центр Єдиної енергетичної системи» (колишнє найменування — ВАТ «Науково-дослідний інститут з передачі електроенергії постійним струмом високої напруги»).

### Об'єднане диспетчерське управління
(ОДУ) — диспетчерський центр Системного оператора Єдиної енергетичної системи другого ієрархічного рівня в організаційно-правовій формі філії, що здійснює управління режимами роботи на частині території ЄЕС Росії та керує діяльністю диспетчерських центрів третього рівня (РДУ).
До складу Системного Оператора входять 7 ОДУ:
- ОДУ Сходу
- ОДУ Сибіру
- ОДУ Уралу
- ОДУ Середньої Волги
- ОДУ Півдня
- ОДУ Центру
- ОДУ Північно-Заходу

## Історія
Створення перших енергосистем, передбачене планом ДЕЕЛРО, вимагало організації їхньої паралельної роботи. 1932 року створюється перший диспетчерський центр в об'єднаній енергосистемі Уралу, 1940 року — диспетчерський центр Центральної і Східної зон України. 1945 року організовано Об'єднане диспетчерське управління Центру, яке координувало паралельну роботу Московської, Горьковської, Івановської і Ярославської енергосистем. Будівництво в 50-ті роки XX століття потужних ГЕС на Волзі й освоєння надвисокого класу напруги 500 кВ для видачі потужності в мережу стало новим поштовхом до розвитку ОЕС Центру, Середньої Волги та Уралу й включення їх на паралельну роботу. Масове будівництво теплових електростанцій зі серійними блоками встановленою потужністю до 300 МВт і великих ГЕС у Сибіру, значне посилення електричних мереж вимагають нового рівня координації режимів об'єднаних енергосистем Центру, Уралу і Середньої Волги. Ці функції були покладені на ОДУ Центру з подальшим перетворенням його в ОДУ ЄЕС Європейської частини СРСР.
З розвитком ЄЕС СРСР та приєднанням до неї Закавказзя та низки районів Північного Казахстану та Західного Сибіру для підтримки нормального функціонування і розвитку ЄЕС і її централізованого управління 1967 року створено Центральне диспетчерське управління (ЦДУ) ЄЕС СРСР. 1992 року ЦДУ ЄЕС СРСР перейменовано в ЦДУ ЄЕС Росії, роком пізніше ЦДУ і ОДУ увійшли в структуру Російського акціонерного товариства енергетики і електрифікації «ЄЕС Росії».
У рамках здійснення реформи електроенергетики Росії 17 червня 2002 року ЦДУ ЄЕС і ОДУ були виділені зі складу ВАТ «РАТ ЄЕС Росії», на їх основі створено ВАТ «Системний оператор — Центральне Диспетчерське Управління Єдиної енергетичної системи» (ВАТ «СО — ЦДУ ЄЕС») з часткою участі Російської Федерації в статутному капіталі компанії не менше 52 відсотків. На базі Центральних диспетчерських служб акціонерних товариств енергетики і електрифікації (АТ-енерго) створені філії новоствореної компанії — регіональні диспетчерські управління. Протягом двох років у Системному операторові була сформована єдина організаційна та технологічна структура оперативно-диспетчерського управління ЄЕС Росії. 2008 року організацію перейменовано у ВАТ «Системний оператор Єдиної енергетичної системи», 2016 року — в АТ «Системний оператор Єдиної енергетичної системи».